# Dirka po Sloveniji 2009
Dirka po Sloveniji 2009 je bila šestnajsta izvedba Dirke po Sloveniji. To je bila etapna dirka UCI Europe Tour (2.1), ki je potekala od 18. do 21. junija 2009, v skupni dolžini 699,7 kilometrov.
Dirko je zmagal je Jakob Fuglsang (Team Saxo Bank), drugi Tomaž Nose in tretji Domenico Pozzovivo. 
Nosilci preostalih majic so bili: Jakob Fuglsang najboljši po točkah (modra), Jakob Fuglsang na gorskih ciljih (pikčastɑ), Blaž Furdi najboljši mladi kolesar (bela) in ekipno najbolši Team Saxo Bank.

## Ekipe
Dirko je začelo 122 kolesarjev iz 16 ekip, od tega jo je končalo 96 kolesarjev.

### Pro Tour
- Team Saxo Bank
- Lampre-NGC
- ISD–NERI
- Liquigas

### Pro Continental
- Carmiooro A Style
- CSF Group–Navigare
- Centri della Calzatura
- Acqua & Sapone–Caffè Mokambo
- Elk Haus
- PSK Whirlpool–Author

### Continental
- Motomat Delo Revije
- Sava
- Adria Mobil
- Radenska–KD Financial Point

### Državne reprezentance
- Hrvaška
- Slovenija

## Trasa in etape
| Etapa  | Datum     | Trasa                      | Dolžina  | Disciplina | Disciplina   | Zmagovalec        |
| ------ | --------- | -------------------------- | -------- | ---------- | ------------ | ----------------- |
| 1      | 18. junij | Koper – Villach (Avstrija) | 229 km   |            |              | Jakob Fuglsang    |
| 2      | 19. junij | Kamnik – Ljubljana         | 143 km   |            |              | Giovanni Visconti |
| 3      | 20. junij | Lenart – Krvavec           | 174,7 km |            | gorska etapa | Simon Špilak      |
| 4      | 21. junij | Šentjernej – Novo mesto    | 153 km   |            |              | Marko Kump        |
| Skupaj | Skupaj    | 699,7 km                   | 699,7 km | 699,7 km   | 699,7 km     | 699,7 km          |

## Razvrstitev vodilnih
| Etapa          | Zmagovalec        | Skupno         | Po točkah         | Gorski cilji   | Mladi kolesarji | Ekipno         |
| -------------- | ----------------- | -------------- | ----------------- | -------------- | --------------- | -------------- |
| 1              | Jakob Fuglsang    | Jakob Fuglsang | Jakob Fuglsang    | Jakob Fuglsang | Blaž Furdi      | Team Saxo Bank |
| 2              | Giovanni Visconti | Jakob Fuglsang | Giovanni Visconti | Jakob Fuglsang | Blaž Furdi      | Team Saxo Bank |
| 3              | Simon Špilak      | Jakob Fuglsang | Jakob Fuglsang    | Jakob Fuglsang | Blaž Furdi      | Team Saxo Bank |
| 4              | Giovanni Visconti | Jakob Fuglsang | Jakob Fuglsang    | Jakob Fuglsang | Blaž Furdi      | Team Saxo Bank |
| Končni nosilci | Končni nosilci    | Jakob Fuglsang | Jakob Fuglsang    | Jakob Fuglsang | Blaž Furdi      | Team Saxo Bank |

## Končna razvrstitev
| Legenda | Legenda                      | Legenda | Legenda                          |
| ------- | ---------------------------- | ------- | -------------------------------- |
|         | Zmagovalec skupnega seštevka |         | Zmagovalec gorskih ciljev        |
|         | Zmagovalec po točkah         |         | Zmagovalec med mladimi kolesarji |

### Skupno
| Uvr. | Kolesar              | Ekipa                       | Čas         |
| ---- | -------------------- | --------------------------- | ----------- |
| 1.   | Jakob Fuglsang       | Team Saxo Bank              | 18h 01' 56" |
| 2.   | Tomaž Nose           | Adria Mobil                 | + 02' 48"   |
| 3.   | Domenico Pozzovivo   | CSF Group–Navigare          | + 03' 14"   |
| 4.   | Dario Cioni          | ISD–Neri                    | + 03' 29"   |
| 5.   | Gašper Švab          | Sava                        | + 03' 54"   |
| 6.   | Matija Kvasina       | Hrvaška                     | + 04' 36"   |
| 7.   | Jens Voigt           | Team Saxo Bank              | + 05' 08"   |
| 8.   | Mitja Mahorič        | Radenska–KD Financial Point | + 05' 14"   |
| 9.   | Aleksander Kolobnjev | Team Saxo Bank              | + 06' 01"   |
| 10.  | Gorazd Štangelj      | Liquigas                    | + 06' 10"   |

### Ekipno
| Uvr. | Ekipa                        | Čas         |
| ---- | ---------------------------- | ----------- |
| 1.   | Team Saxo Bank               | 54h 16' 49" |
| 2.   | ISD–Neri                     | + 05' 01"   |
| 3.   | Lampre-NGC                   | + 10' 01"   |
| 4.   | Sava                         | + 14' 06"   |
| 5.   | Liquigas                     | + 17' 30"   |
| 6.   | CSF Group–Navigare           | + 17' 34"   |
| 7.   | Acqua & Sapone–Caffè Mokambo | + 22' 06"   |
| 8.   | Hrvaška                      | + 27' 05"   |
| 9.   | Slovenija                    | + 28' 12"   |
| 10.  | Radenska–KD Financial Point  | + 35' 20"   |